# Ruth Meier
Ruth Meier (* 29. April 1888 in Leisnig; † 28. Januar 1965 in Radebeul) war eine deutsche Malerin und Grafikerin.

## Leben und Werk
Ruth Meier studierte ab 1908 an der Großherzoglichen Kunstschule in Karlsruhe unter anderem bei Walter Conz. 1912 besuchte sie das Zeichenlehrerseminar an der Kunstgewerbeschule Düsseldorf  bei Lothar von Kunowski, 1913 vertiefte sie ihre Ausbildung durch einen Parisaufenthalt bei Maurice Denis.
Ab 1914 lebte und arbeitete sie ständig in Dresden, in der Nähe des Hauptbahnhofs. Sie wurde beeinflusst durch Die Brücke und vom Sturm. Ab Mitte der 1920er Jahre wandte sie sich mit Tier- und Landschaftsmotiven dem Holzschnitt zu. 1937 wurden im Rahmen der deutschlandweiten konzertierten Aktion „Entartete Kunst“ aus der Deutschen Graphikschau in Görlitz ihre Druckgrafiken Sitzendes Mädchen und Liegendes Mädchen, die den Nazis zu modern waren, beschlagnahmt und anschließend vernichtet. Ruth Meier durfte aber in der Zeit des Nationalsozialismus weiter Mitglied der Reichskammer der bildenden Künste bleiben. Für diesen Zeitraum ist bis 1943 ihre Teilnahme an sieben Gruppenausstellungen sicher belegt.
Bei den Luftangriffen auf Dresden verlor sie mit ihrem Atelier  in der Ostbahnstraße 4 ihr gesamtes Werk. Sie zog 1945 nach Radebeul-Niederlößnitz in die Obere Bergstraße, wo sie bis zu ihrem Tode lebte.
Ruth Meier war Mitglied im Verband Bildender Künstler der DDR. Sie war u. a. mit den Künstlerinnen und Künstlern Elisabeth Ahnert, Paula Lauenstein, Albert Wigand und Paul Wilhelm und den Kunsthistorikern Wolfgang Balzer und Fritz Löffler befreundet.
Ruth Meier liegt zusammen mit ihrer Mutter auf dem Friedhof Radebeul-West begraben.

## Werke (Auswahl)
- Leopard, schlafend (Kreidezeichnung, 1928; im Bestand des Lindenau-Museums Altenburg/Thüringen)[5]
- Villen in der Wiener Straße (Zeichnung, 1930)[6]
- Dorf in Hügellandschaft (Federzeichnung, 1942?; im Bestand des Dresdener Kupferstich-Kabinetts)[7]
- Sächsisches Bergland (Holzschnitt)[8]
- Garten mit Einfriedung (Holzschnitt)[9]
- Tauschnee (Holzschnitt, 1953; im Bestand des Dresdener Kupferstichkabinetts)[10]
- Bei der Wilhelmshöhe, Dresden-Lößnitz (Zeichnung, schwarze Tusche und Sepia, 1958; im Bestand des Lindenau-Museums Altenburg/Thüringen)[5]

## Ausstellungen (unvollständig)

### Einzelausstellungen
- 1938: Zittau, Stadthaus (mit Veit Krauß)
- 1956: Zwickau, Städtisches Museum (Radierungen und Holzschnitte)
- 1958: Dresden, Kunstausstellung Kühl

### Ausstellungsbeteiligungen
Für den Zeitraum ab 1945 ist ihre Teilnahme bzw. die Ausstellung ihrer Werke auf 21 Ausstellungen in der Sowjetischen Besatzungszone bzw. der DDR sicher belegt, u. a.
- 1945/1946: Dresden („Freie Künstler. Ausstellung Nr. 1“)
- 1946: Dresden (Kunstausstellung Sächsische Künstler)[12]
- 1947; Dresden („Ersten Ausstellung Dresdner Künstler“)[13]
- 1948: Chemnitz, Schlossberg-Museum, und Glauchau, Stadt- und Heimatmuseum Glauchau („Mittelsächsische Kunstausstellung“)[14]

#### Postum
- 1969 und 1974: Berlin („Grafik in der DDR“)
- 1970: Berlin, Altes Museum („Auferstanden aus Ruinen. Druckgraphik und Zeichnungen 1945–1970“)
- 1974: Dresden, Kupferstichkabinett („Zeichnungen in der Kunst der DDR“)